# Roberto Firmino
Roberto Firmino, mit vollem Namen Roberto Firmino Barbosa de Oliveira (* 2. Oktober 1991 in Maceió), ist ein brasilianischer Fußballspieler. Der Offensivspieler steht beim Al-Sadd Sports Club unter Vertrag und war für die brasilianische Nationalmannschaft aktiv.

## Karriere

### Verein

#### Beginn in Brasilien
Roberto Firmino begann beim CR Brasil in Maceió mit dem Fußballspielen. Im Jahre 2008 wechselte er in die Jugendabteilung von Figueirense FC nach Südbrasilien, für die er im Oktober 2009 in der brasilianischen Campeonato Brasileiro Serie B debütierte. Als er 19 Jahre alt war, kaufte Tombense FC, der Klub des Unternehmers Eduardo Uram, 5 % seiner Transferrechte. Nach 36 Einsätzen, in denen er sieben Tore erzielte, wurde er zum besten Spieler der Saison gewählt.

#### TSG 1899 Hoffenheim

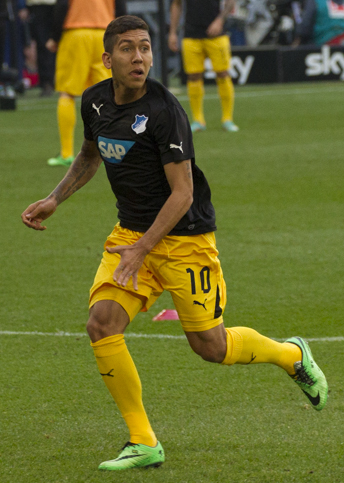
Roberto Firmino in einer Spielszene im Trikot der TSG 1899 Hoffenheim (2014)

Zum 1. Januar 2011 wechselte Roberto Firmino zur TSG 1899 Hoffenheim und erhielt einen bis 2015 laufenden Vertrag. Am 26. Februar 2011 (24. Spieltag) debütierte er in der Bundesliga, als er bei der 1:2-Heimniederlage gegen den 1. FSV Mainz 05 in der 75. Minute für Sebastian Rudy eingewechselt wurde. Sein erster Bundesligatreffer sicherte am 16. April 2011 (30. Spieltag) den 1:0-Heimsieg über Eintracht Frankfurt. Zur Saison 2013/14 wurde Roberto Firminos Rückennummer von der 22 auf die 10 geändert, die in Brasilien eine hohe Bedeutung hat. Im Jahr 2014 verlängerte er seine Vertragslaufzeit vorzeitig bis 2017.

#### FC Liverpool
Zur Saison 2015/16 wechselte Firmino zum FC Liverpool in die Premier League. Er unterschrieb einen Vertrag mit einer Laufzeit bis zum 30. Juni 2020. In der Saison 2018/19 markierte er am 29. Dezember 2018 bei einem 5:1-Heimsieg gegen den FC Arsenal seinen ersten Hattrick in der Premier League mit den Toren zum 1:1 und 2:1 sowie zum 5:1. 2019 gewann er mit dem FC Liverpool die UEFA Champions League und im Dezember 2019 die FIFA-Klub-Weltmeisterschaft 2019 gegen Flamengo Rio de Janeiro, er erzielte dabei den Siegtreffer zum 1:0 nach Verlängerung. In der Saison 2019/20 konnte Firmino mit Liverpool die englische Meisterschaft gewinnen.

#### Al-Ahli
Im Juli 2023 wechselte Firmino ablösefrei zu Al-Ahli nach Saudi-Arabien. Am 3. Mai 2025 stand er mit Al-Ahli im Finale der AFC Champions League Elite, das man mit 2:0 gegen den japanischen Vertreter Kawasaki Frontale gewann.

#### Al-Sadd
Im Juli 2025 wechselte er nach Katar zum Al-Sadd Sports Club und unterschrieb dort einen Vertrag bis 2027.

### Nationalmannschaft
Am 23. Oktober 2014 wurde Roberto Firmino von Nationaltrainer Dunga erstmals zur A-Nationalmannschaft eingeladen. Er debütierte am 12. November 2014 beim 4:0-Sieg im Testspiel gegen die Türkei, als er in der 75. Spielminute für Luiz Adriano eingewechselt wurde. Sein erstes Länderspieltor erzielte er in seinem zweiten Länderspiel am 18. November 2014 beim 2:1-Sieg gegen Österreich mit dem Siegtreffer in der 83. Minute. Am 5. Mai 2015 wurde er in den Kader für die Copa América 2015 in Chile berufen. Im dritten Gruppenspiel des Wettbewerbs erzielte er im Spiel gegen Venezuela seinen ersten Pflichtspieltreffer für das Nationalteam. Auch im Zuge der Copa América 2019 stand Firmino im Kader der Mannschaft. Mit dieser konnte er den Titel gewinnen. Dabei stand er in allen sechs Spielen in der Anfangsformation.

## Trivia
Im Januar 2020 ließ Firmino sich taufen. Er ist Anhänger der Hillsong Church. Alisson, sein Mitspieler beim FC Liverpool, nahm an der Zeremonie aktiv teil. Ende Juni 2024 wurde er zum evangelischen Pastor der Igreja Manah Church, einer Kirche, welche er selbst mit seiner Frau und zwei anderen Pfarrern drei Jahre zuvor gegründet hatte.

## Erfolge

### Verein
FC Liverpool
- UEFA Champions League: 2018/19
- UEFA-Super-Cup: 2019
- FIFA-Klub-Weltmeisterschaft: 2019
- Premier League: 2019/20
- FA Cup: 2022
- Ligapokal: 2022
- FA Community Shield: 2022

Al-Ahli
- AFC Champions League Elite-Sieger: 2024/25

### Nationalmannschaft
- Copa América: 2019

## Auszeichnungen
- Samba d’Or: 2018